# Середнє геометричне зважене
У статистиці, маючи певний набір даних, 
{\displaystyle X=\{x_{1},x_{2}\dots ,x_{n}\}}
і відповідні ваги, 
{\displaystyle W=\{w_{1},w_{2},\dots ,w_{n}\}}
середнє геометричне зважене обчислюється як
{\displaystyle {\bar {x}}=\left(\prod _{i=1}^{n}x_{i}^{w_{i}}\right)^{1/\sum _{i=1}^{n}w_{i}}=\quad \exp \left({\frac {\sum _{i=1}^{n}w_{i}\ln x_{i}}{\sum _{i=1}^{n}w_{i}\quad }}\right)}
Зауважимо, що якщо всі ваги однакові, середнє геометричне зважене це те саме, що середнє геометричне.
Можна обчислити зважені версії інших середніх.  Ймовірно найвідомішим є середнє арифметичне зважене, зазвичай відоме як середнє зважене.  Іншим прикладом середнього зваженого є середнє гармонійне зважене.
Друге представлення наведене вище ілюструє, що логарифм середнього геометричного є середнім арифметичним зваженим логарифмів окремих значень.